# Songs of Conquest
Songs of Conquest est un futur jeu de stratégie au tour par tour développé par Lavapotion et édité par Coffee Stain Publishing. Inspiré des classiques des années 90 tels que Heroes of Might and Magic III, le jeu devrait sortir début 2022 sur Microsoft Windows et OS X. Il permet aux joueurs de choisir parmi quatre factions, d'étendre leurs royaumes et de se battre en contrôlant de puissants magiciens nommés Wielders,.

## Système de jeu
Le jeu peut être décrit comme un hybride stratégie-aventure au tour par tour. La partie stratégie du jeu implique la gestion du royaume, comme le recrutement de Wielders et d'unités, la construction et l'amélioration de bâtiments, ainsi que des escarmouches de combat au tour par tour. La partie aventure est soutenue par le cadre et l'histoire fantastiques, présentés à travers une combinaison de style pixel art 2D, d'environnements 3D et d'éclairage volumétrique,.

## Développement
De 2019 à mai 2021, l'équipe de développement suédoise Lavapotion avait atteint plus de 20 000 demandes d'inscription à l'alpha fermée de Songs of Conquest. L'équipe a maintenu une ligne de communication directe avec le public via son serveur Discord, en la complétant par des mises à jour sur les articles de blog de son site officiel. La sortie du jeu était initialement prévue pour fin 2020 mais, probablement en raison des conséquences de la pandémie de Covid-19, l'objectif de lancement a été reporté vers début 2022. Le jeu est prévu d'être distribué via Steam, GOG.com et Epic Games Store.

## Accueil
IGN affirma que « le monde est très agréable à regarder, les factions ont des personnalités claires et intéressantes, et l'exploration comme les batailles sont rapides, amusantes et intrigantes ».
Le jeu a reçu le titre de "Most Anticipated" dans la catégorie "PC Gaming Show" lors de l'E3 2021.